# Tirro
Tirro (in latino Tyrrhus) è una figura maschile della mitologia latina. Menzionato da diversi autori, è presente anche nell'Eneide di Virgilio.

## Il mito
I fatti di Tirro sono strettamente collegati con quelli della famiglia di Latino re di Laurento, di cui custodisce gli armenti, e di Ascanio, figlio di Enea. Le fonti lo dicono padre di numerosi figli, di cui sono noti il primogenito Almone, valletto a corte, e Silvia, l'unica femmina.
Come narra l'Eneide, Tirro e Almone intervengono nella rissa scoppiata tra i latini e i troiani di Enea (da poco sbarcati nel Lazio) dopo l'uccisione accidentale, da parte di Ascanio, figlio di Enea, del cervo addomesticato da Silvia. Improvvisamente Almone cade morto al suolo, colpito alla gola da una freccia; la sua famiglia allora pretende che Latino dichiari guerra ai troiani. Ma tutto questo avviene in un clima già teso per la decisione presa dal re sul futuro di sua figlia Lavinia, assegnata in matrimonio a Enea nonostante fosse stata inizialmente promessa sposa di Turno, il giovane re dei Rutuli; mentre Latino si chiude nelle sue stanze senza pronunciarsi sulla posizione da assumere in seguito agli ultimi avvenimenti, Giunone, dea da sempre nemica dei troiani, spalanca le porte del tempio di Giano suggellando di fatto l'inizio del conflitto bellico, al quale prendono parte anche i figli minori di Tirro (nessuno di loro sarà tra le vittime). La vittoria va ai troiani, dopo che Enea ha vinto e ucciso Turno nel duello decisivo; egli sposa Lavinia, e regna con lei a Lavinium, la nuova città da loro fondata, sulle due popolazioni pacificate, riconciliandosi dunque anche con Tirro.
Sulle vicende successive del latino riferisce Catone il Vecchio. Enea muore mentre Lavinia è incinta del loro figlio. La donna associa al trono Ascanio ma questi una volta divenuto re assume un atteggiamento così ostile nei confronti della matrigna da indurla a lasciare la reggia e a rifugiarsi in casa di Tirro, che le accorda protezione. Qui ella dà alla luce un maschio che chiamerà Silvio, grata alla sorella di Almone per le cure prestate durante il parto. In seguito Ascanio, pressato dalla maggior parte dei suoi sudditi, richiama Lavinia a palazzo, e i due appianano i contrasti.

## Omaggi
- A Tirro è stato dedicato uno dei crateri di Dione.